# Artesia (Mississippi)
Pour les articles homonymes, voir Artesia.
La ville américaine d’Artesia est située dans le comté de Lowndes, dans l’État du Mississippi. Lors du recensement de 2000, sa population s’élevait à 498 habitants.

## Source
- (en) Cet article est partiellement ou en totalité issu de l’article de Wikipédia en anglais intitulé « Artesia, Mississippi » (voir la liste des auteurs).